# یک لیوان آبجو
یک لیوان آبجو (انگلیسی: A Glass of Beer) یک فیلم درام مجارستانی است که در سال ۱۹۵۵ منتشر شد.

## بازیگران
- ایوا روتکای
- ماریا شویوک
- تیبور بیتسکی
- یانوش گربه
- ایوا شوبرت
- کاتالین برک
- ایلونا دایبوکات